# Lasiosphaeria lanuginosa
Lasiosphaeria lanuginosa är en svampart som först beskrevs av P. Crouan & H. Crouan, och fick sitt nu gällande namn av A.N. Mill. & Huhndorf 2004. Lasiosphaeria lanuginosa ingår i släktet Lasiosphaeria och familjen Lasiosphaeriaceae.   Inga underarter finns listade i Catalogue of Life.